# Rumney
Rumney – miasto w Stanach Zjednoczonych, w stanie New Hampshire, w hrabstwie Grafton.